# Championnats du monde de gymnastique rythmique 1998

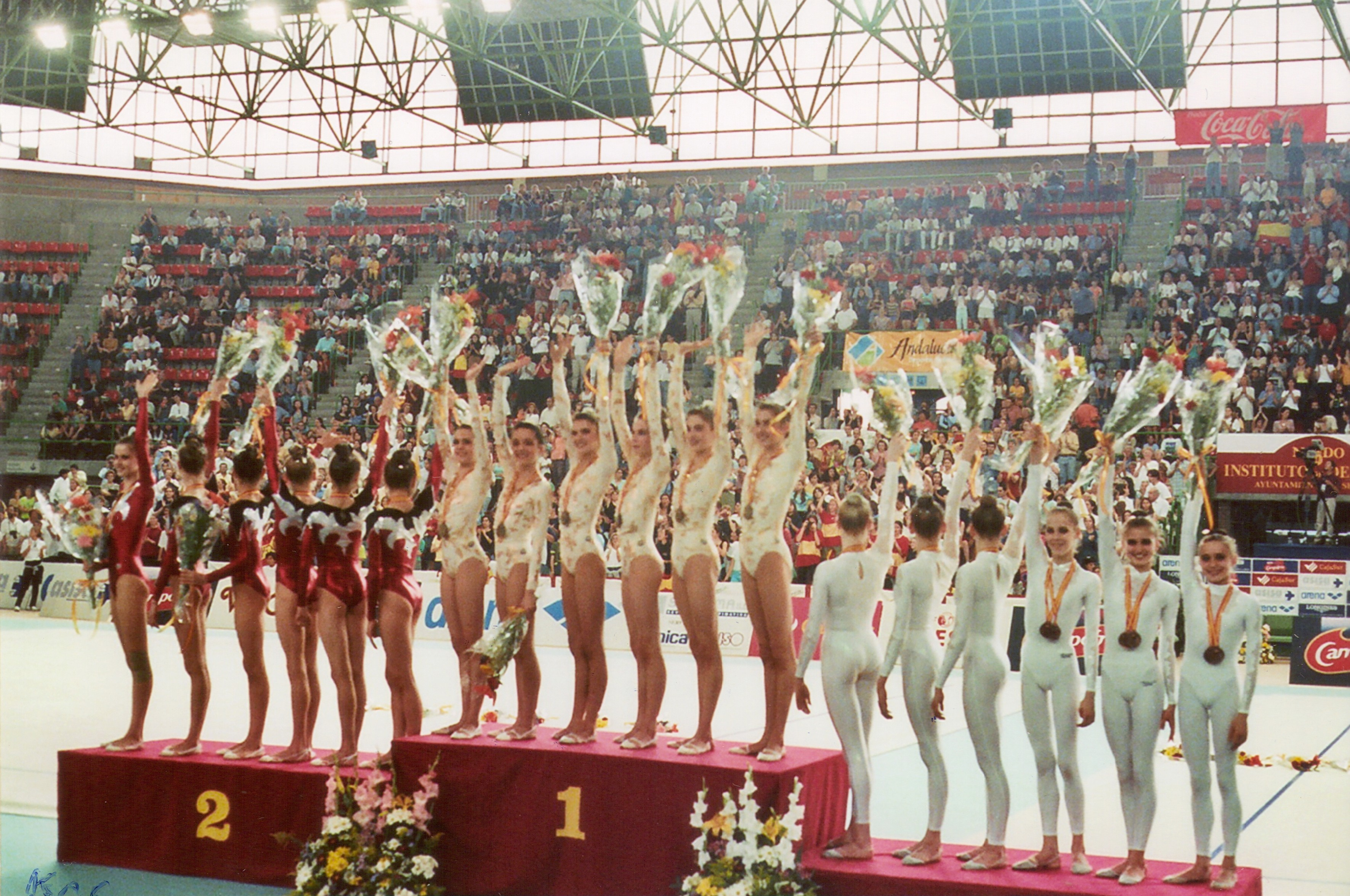
Podium des ensembles 3 rubans et 2 cerceaux

Les XXIIe championnats du monde de gymnastique rythmique se sont tenus à Séville en Espagne du 6 au 10 mai 1998. Durant cette édition, il n'y a pas eu de concours individuel ni par équipe.

## Ensemble: concours général
| Rang | Nation      | 5 Ballons  | 3 Rubans, 2 Cerceaux | Total  |
| ---- | ----------- | ---------- | -------------------- | ------ |
| 1    | Biélorussie | 19.600 (2) | 19.766 (1)           | 39.366 |
| 2    | Espagne     | 19.800 (1) | 19.333 (3)           | 39.133 |
| 3    | Russie      | 19.599 (3) | 19.533 (2)           | 39.132 |

## Ensemble: 5 ballons
| Rang | Nation      | Points |
| ---- | ----------- | ------ |
| 1    | Russie      | 19.850 |
| 2    | Biélorussie | 19.816 |
| 3    | Ukraine     | 19.716 |
| 4    | Bulgarie    | 19.700 |
| 5    | Italie      | 19.683 |
| 6    | Grèce       | 19.666 |
| 7    | Espagne     | 19.566 |
| 8    | Allemagne   | 19.299 |

## Ensemble: 3 rubans + 2 cerceaux
| Rang | Nation      | Points |
| ---- | ----------- | ------ |
| 1    | Espagne     | 19.850 |
| 2    | Biélorussie | 19.800 |
| 3    | Ukraine     | 19.766 |
| 4    | Russie      | 19.666 |
| 5    | Bulgarie    | 19.616 |
| 6    | Grèce       | 19.566 |
| 7    | Chine       | 19.300 |
| 8    | Italie      | 19.032 |